# スタマタ・レヴィチ
スタマタ・レヴィチ (ギリシャ語: Σταμάτα Ρεβίθη, ラテン文字転写: Stamata Revithi 1866年 - 没年不詳) とは、近代オリンピック最初の大会である1896年アテネオリンピックの開催期間中にマラソンを走破したとされるギリシャ人女性。レースへの公式な参加は認められず、同大会のマラソンの翌日に同じコースを走り、ゴール付近まで走破したが、ゴールのスタジアムへの入場は許されなかった。
同オリンピックでは、他の名前の女性（メルポメネ; ギリシャ語: Μελπομένη, ラテン文字転写: Melpomene）が大会前に試走を行い走破したことが伝えられている。レヴィチとメルポメネが同一人物である可能性が指摘されているが、オリンピック史研究者の間でも議論が分かれている。

## 経歴・人物

### 1896年アテネオリンピック以前
スタマタ・レヴィチは、1866年ギリシャのシロス島で生まれた。オリンピック史研究家の Athanasios Tarasouleas によれば、大きな目をした、ブロンドの髪の細身の女性であった。またオリンピック当時には、ピレウスで貧しい暮らしをしており、二人の子どもを授かっていた（うち一人は1895年に7歳で他界、もう一人はオリンピック当時生後17か月）。
アテネで仕事が得られると考えたレヴィチは、アテネオリンピックのマラソンが行われる数日前に、自宅からアテネへ、子どもを抱いて約9キロの距離を歩いて向かった。その途中、レヴィチは道を走る男性ランナーに出会った。男性は彼女にお金を与えるとともに、マラソンを走り有名になれば、お金も稼げ、仕事も見つけやすくなると、アドバイスした。レヴィチは、子どもの頃に長距離のランニングを楽しんでおり、男性の競争相手にも勝てると考え、レースに出ることを決心したとされる。 ただし、決心の理由については、疑問も呈されている。

### 1896年のマラソン
レヴィチは、レース前日の4月9日 （旧暦3月28日）に、スタート地点のマラトンに到着した。翌日のレースのために既に出走者が集まっていた。レヴィチは、記者の注目を集め、マラトン市長から歓待を受けるとともに、市長の家に宿泊することになった。
4月10日（旧暦3月29日）のレース当日の朝、マラトンの神父（Ioannis Veliotis）が出走者のために祈りをささげる予定であったが、神父は、レヴィチについては参加者として認められていないことを理由に拒んだ。レヴィチは、公式には、参加エントリーの締め切りが過ぎていたことを理由に参加を認められなかったとされている。 ただし、1896年アテネオリンピックの参加者は男性のみであり、オリンピック史研究家David MartinとRoger Gynnは、参加を認められなかった理由は性別によるものだと指摘している。

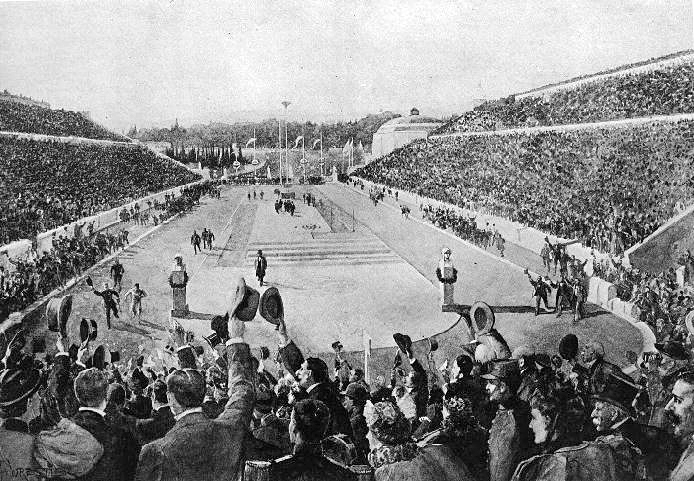
スピリドン・ルイス がパナシナイコスタジアムに先頭で到着したシーン

同日開催されたレースには、男性17人が出走し、7人が完走、ギリシャ人のスピリドン・ルイスが2時間58分50秒の記録で優勝した。ゴールのパナシナイコスタジアムは興奮に包まれたという。
この歴史的なマラソンの翌日、4月11日 （旧暦3月29日）の朝8時に、レヴィチはレースと同じコースを走り始めた。出走に先立ち、町の教師、市長、判事から出発時間を証明する書類に署名を得た。レヴィチは安定したペースで走り、5時間30分後の午後1時30分に、パナシナイコスタジアムの近く、Parapigmata（現在のエヴァンゲリスモス病院（英語: Evangelismos Hospital）付近）に到着した。レヴィチは、スタジアムへの入場は許されず、Parapigmataで走りを止められた。この時、彼女を止めたギリシャ軍当局者にアテネへの到着時間を記した手書きの書類への署名を求めた。
レヴィチは、記者に対してオリンピック委員会に書類を提出したいと述べた。しかし、彼女の書類も、オリンピック委員会による書類も何ら見つかっておらず、実際に提出されたかどうかは明らかではない。

### その後
マラソン後のレヴィチの人生については記録がない。当時の新聞では彼女についての記事が掲載されているが、マラソンまでのことのみであり、マラソン後についての記述は見当たらない。 オリンピック史研究家 Tarasouleasは、「スタマタは歴史の塵に消えた」と表現している。

## 「メルポメネ」に関する議論
メルポメネ（ギリシャ語: Μελπομένη, ラテン文字転写: Melpomene）という女性がアテネオリンピックの時にマラソンを走り、4時間30分で完走したとの資料がある。オリンピック史研究者の間でも、メルポメネがレヴィチと同一人物かどうかを巡って議論がある。
下記の議論及び資料が提示されている。
- 1896年3月アテネのフランス語新聞 （Messager d'Athenes）が、「マラソンレースの参加者に加わった女性のうわさがある」として、女性が、4時間30分で完走ことを伝えている。[7] この記事は、30年にわたり忘れられされていたが、Der Leichtathletの1927年の号で掘り起こされている[11]。
- 国際オリンピック委員会のハンガリーの委員であったFranz Kemenyは、メルポメネは実際に試走でマラソンを4時間30分で完走し、オリンピックのレースへの参加を求めたが、組織委員会から拒否されたとの旨を、ドイツ語で記している[7]。
- オリンピック史研究家カール・レナルツ（ドイツ語版）は、「TWO WOMEN RAN THE MARATHON IN 1896」（1896年に二人の女性がマラソンを走った）と題する記事を著した。この中で、メルポメネの名前は、アテネオリンピックの競泳で2つの金メダルを獲得したハヨーシュ・アルフレードらにより確認が取れているとしている。メルポメネは、レースへの参加を希望し、3月頭に、4時間30分で完走したのは確かだと指摘している。[12]。
- オリンピック史研究家Tarasouleasは、同時代のギリシャの新聞には、レヴィチの名前は多数確認できるのに対し、メルポメネの名前は見当たらないことを指摘し、メルポメネとレヴィチは同一人物である可能性を指摘している。Tarasouleas は、レヴィチは二つの名前を持っていたか、あるいは、何らかの理由によりギリシャ神話に登場する女神メルポメネ（Muse Melpomene）に由来する名を付けられたのだろうと述べている[2]。
- オリンピック史研究家のMartinとGreenは、ある当時の記事がレヴィチを「有名なマラソンランナー」と書いていることが説明になるかもしれないとしている。つまり先に走った女性もレヴィチ本人であったからこそレヴィチが有名になったのであり、メルポメネという名の先行者がいたわけではないというのである[7]。